# Ídol morú
L'ídol morú (Zanclus cornutus), única espècie del gènere Zanclus que al seu torn és l'únic enquadrat en la família Zanclidae, és un peix marí de l'ordre Perciformes, distribuïda per aigües tropicals i subtropicals dels oceans Índic i Pacífic.